# Юаньчжэн (разгонный блок)
Юаньчжэн (кит. упр. 远征, пиньинь Yuǎn Zhēng, дословно — «Дальний поход, Экспедиция») — семейство многократно запускаемых разгонных блоков, разработанных Китайским исследовательским институтом ракетной техники (англ. China Academy of Launch Vehicle Technology, CALT) для ракет-носителей семейства «Чанчжэн».
Разгонные блоки «Юаньчжэн» предназначены для доставки полезной нагрузки на орбиты, требующие для выведения больших энергетических затрат, такие как солнечно-синхронная орбита, средняя околоземная орбита и геостационарная орбита. Поскольку третья ступень ракет «Чанчжэн» не имеет возможности многократного запуска двигателя, она не способна обеспечить переход на целевую орбиту с начальной орбиты выведения, подобные задачи и выполняет разгонный блок «Юаньчжэн», позволяющий осуществить их без установки на космическом аппарате собственного апогейного двигателя.
Базовая модель разгонного блока «Юаньчжэн-1» имеет жидкостный ракетный двигатель с тягой 6,5 кН и удельным импульсом 315,5 секунды. Двигатель работает на долгохранимых высококипящих компонентах топлива НДМГ и тетраоксид азота. За 6,5 часов, на работу в течение которых рассчитан разгонный блок, двигатель может выполнить не менее двух включений, достаточных для формирования переходной орбиты и выдачи в её апогее импульса для перехода на круговую орбиту. На основе «Юаньчжэн-1» создано несколько вариантов разгонных блоков семейства «Юаньчжэн» с различными возможностями по выведению полезной нагрузки и предназначенных для разных типов носителей «Чанчжэн».

## Модификации
Используются следующие варианты разгонного блока «Юаньчжэн»:
- Yuanzheng-1 (YZ-1) (кит. упр. 远征一号, пиньинь Yuǎn Zhēng Yīhào, дословно — «Дальний поход 1»): Первоначальная версия, используемая с носителями Чанчжэн-3. Длительность работы до 6.5 часов, два включения двигателя, обеспечивает выведение полезной нагрузки на одну целевую орбиту[5][6].
- Yuanzheng-1A (YZ-1A) (кит. упр. 远征一号甲, пиньинь Yuǎn Zhēng Yīhào jiǎ, дословно — «Дальний поход 1A»): Усовершенствованная версия, используемая с носителем Чанчжэн-7. Время работы блока увеличено до 48 часов, количество включений двигателя — до 9, возможно поочередное отделение аппаратов на 7 различных орбитах. Эта модификация разгонного блока включает также улучшенную систему терморегулирования и алгоритмы планирование орбит для выведения нескольких полезных нагрузок. Предполагается, что она будет использоваться в качестве базовой системы для будущих межпланетных миссий, космических буксиров и аппаратов для обслуживания спутников на орбите и удаления космического мусора[5][7].
- Yuanzheng-1S (YZ-1S) (кит. упр. 远征一号商业型, пиньинь Yuǎn Zhēng Yīhào Shāngyèxíng, дословно — «Дальний поход 1 Коммерческая версия»): Усовершенствованная версия, используемая с Чанчжэн-2C.
- Yuanzheng-2 (YZ-2) (кит. упр. 远征二号, пиньинь Yuǎn Zhēng Èrhào, дословно — «Дальний поход 2»): Увеличенная версия, оснащенная двумя двигателями и используемая с носителем Чанчжэн-5[8].
- Yuanzheng-3 (YZ-3) (кит. упр. 远征三号, пиньинь Yuǎn Zhēng Sānhào, дословно — «Дальний поход 3»): Версия для использования с носителем Чанчжэн-2D.

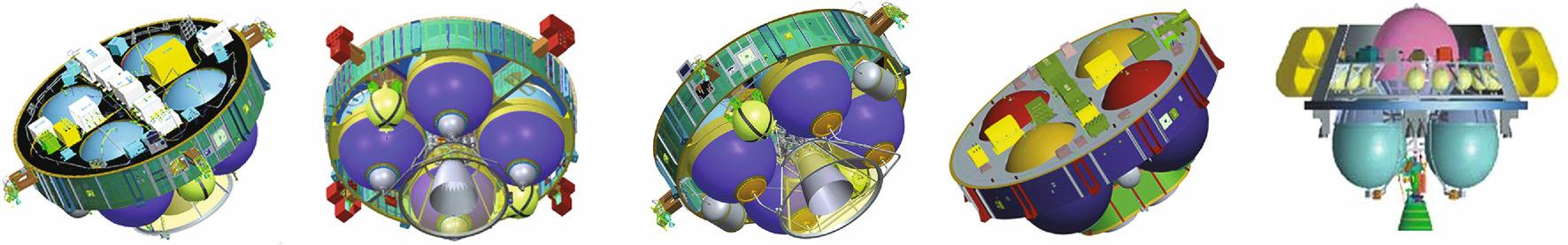
Разгонные блоки семейства Yuanzheng слева направо: YZ-1, YZ-1A, YZ-1S, YZ-2, YZ-3.

Информация о разгонном блоке «Юаньчжэн» впервые была опубликована в 2013 году, первое его использование с носителем Чанчжэн-3B состоялось 25 июля 2015 года, на среднюю околоземную орбиту были выведены два спутника навигационной системы Бэйдоу-3. В первом запуске носителя Чанчжэн-7 в 2016 году использовалась улучшенная версия разгонного блока YZ-1A, которая может выводить несколько полезных нагрузок на различные целевые орбиты. Были созданы также модификации для других типов носителей: YZ-2 для Чанчжэн-5, впервые запущенный в 2016 году; YZ-1S для Чанчжэн-2C и YZ-3 для Чанчжэн-2D, запущенные в 2018 году.

## Комментарии
1. ↑  Высококипящими называется компоненты ракетного топлива, которые могут использоваться при температуре выше 298 К (≈25 °C)[2].